# San Michele Salentino
San Michele Salentino es una localidad y comune italiana de la provincia de Brindisi, región de Apulia, con 6.246 habitantes.

## Evolución demográfica
| Gráfica de evolución demográfica de San Michele Salentino entre 1861 y 2001 |
|                                                                             |
| Fuente ISTAT - elaboración gráfica de Wikipedia                             |